# Aleaciones de magnesio

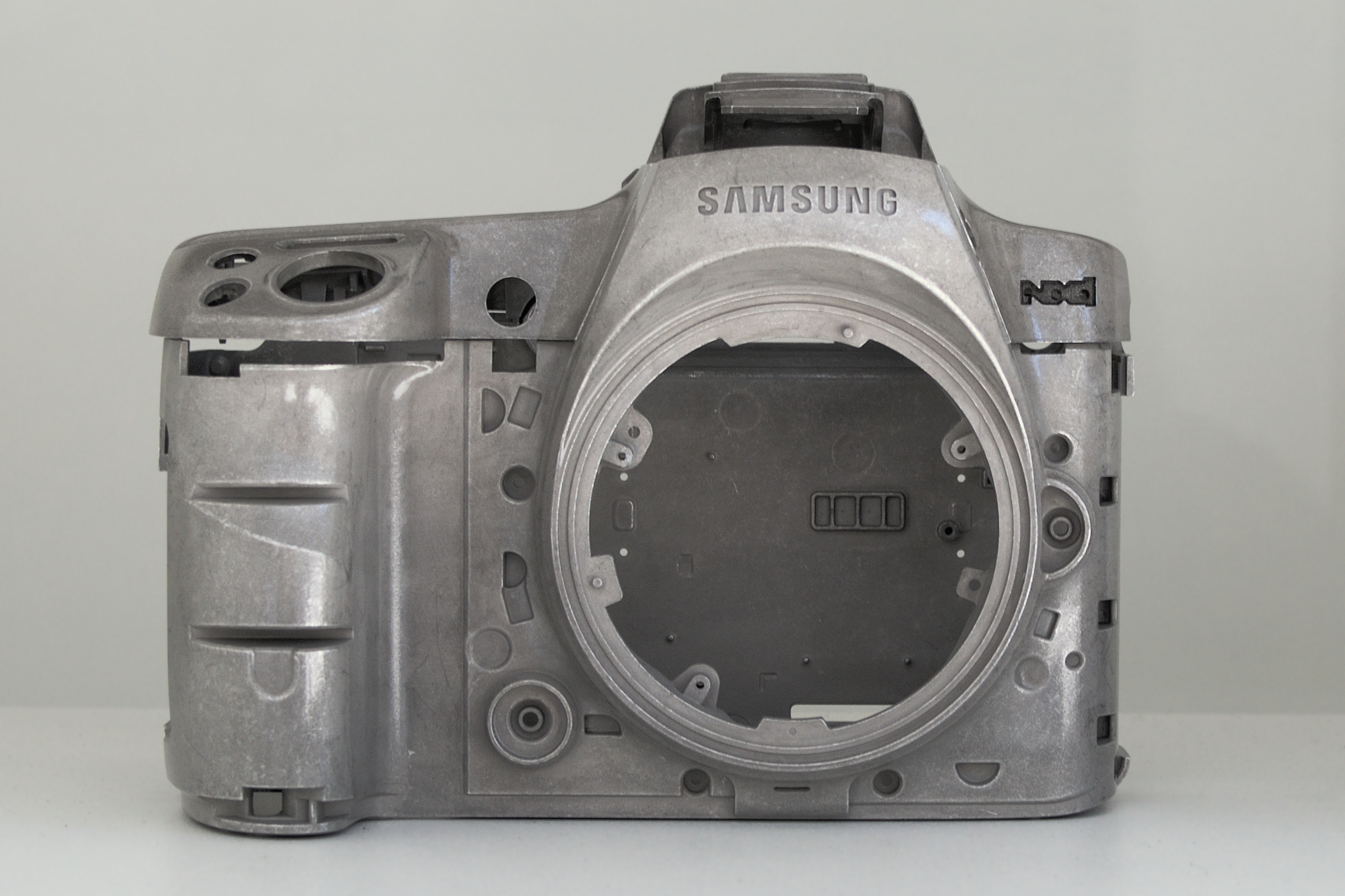
Chasis de una cámara de fotos Samsung NX1, hecho de aleación de magnesio

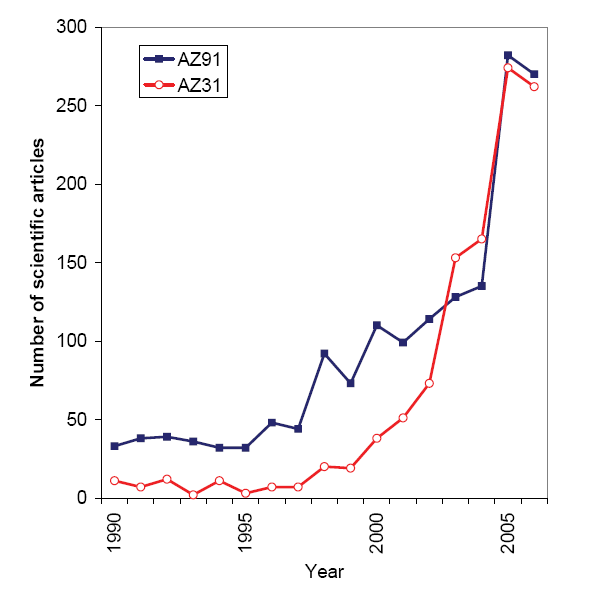
Figura 1:Número de artículos científicos con los términos AZ91 o AZ31 en el resumen

Las aleaciones de magnesio son mezclas de magnesio (el metal estructural más ligero) con otros metales, a menudo aluminio, zinc, manganeso, silicio, cobre, tierras raras y circonio. Las aleaciones de magnesio tienen una estructura de retícula hexagonal, lo que afecta a sus propiedades fundamentales. La deformación de la red hexagonal es más compleja que la de las retículas cúbicas propias de metales como el aluminio, el cobre y el acero. Las aleaciones de magnesio se usan habitualmente como materiales de fundición moldeables, pero la investigación sobre los compuestos adecuados para la forja ha sido más intensa desde 2003. Las aleaciones de magnesio fundidas se usan para muchos componentes de los automóviles modernos y también se han usado en algunos vehículos de altas prestaciones. El magnesio fundido a presión también se usa en las carcasas y en algunos componentes del accionamiento de las lentes de algunas cámaras fotográficas.
Prácticamente todas las aleaciones comerciales de magnesio fabricadas en los Estados Unidos contienen aluminio (del 3 al 13 por ciento) y manganeso (del 0,1 al 0,4 por ciento). Muchas también contienen zinc (0,5 a 3 por ciento) y algunas son endurecidas mediante tratamiento térmico.
Todas las aleaciones se pueden usar para distintos procesos, pero las aleaciones AZ63 y AZ92 se usan más para fundición, la AZ91 para fundición a presión y la AZ92 se emplea generalmente para fundición en molde permanente (mientras que la AZ63 y la A10 a veces también se usan en esta última aplicación). Para procesos de forja, la aleación AZ61 es la más utilizada, empleándose la aleación M1 donde se no se requiere una resistencia elevada y la AZ80 para mayor resistencia. Mediante procesos de extrusión se fabrica una amplia gama de formas, especialmente barras y tubos con la aleación M1 cuando es suficiente una resistencia baja o cuando se requiere realizar soldaduras con piezas de fundición también de M1. Las aleaciones AZ31, AZ61 y AZ80 se emplean para extrusiones en el orden de preferencia mencionado, donde el aumento de la resistencia justifica sus mayores costos relativos.
El magnox, una aleación cuyo nombre es una abreviatura de "magnesio no oxidante", tiene un 99 % de magnesio y un 1 % de aluminio, y se utilizaba en el revestimiento de las barras de combustible de los reactores nucleares Magnox.
Las aleaciones de magnesio se denominan mediante códigos abreviados (definidos en la norma ASTM B275) que denotan composiciones químicas aproximadas por peso. Por ejemplo, AS41 tiene 4 % de aluminio y 1 % de silicio; y AZ81 tiene un 7,5 % aluminio y un 0,7 % de zinc. Si el aluminio forma parte de la aleación, casi siempre también está presente un componente de manganeso en aproximadamente 0,2% en peso, que sirve para mejorar la estructura del grano. Si el aluminio y el manganeso están ausentes, el circonio suele estar presente en alrededor del 0,8 % con este mismo propósito. El magnesio es un material inflamable, por lo que debe manejarse con cuidado.

## Designación
| ASTM | B275          |
| ---- | ------------- |
| A    | Aluminio      |
| B    | Bismuto       |
| C    | Cobre         |
| D    | Cadmio        |
| E    | Tierras raras |
| F    | Hierro        |
| H    | Torio         |
| J    | Estroncio     |
| K    | Zirconio      |
| L    | Litio         |
| M    | Manganeso     |
| N    | Níquel        |
| P    | Plomo         |
| Q    | Plata         |
| R    | Cromo         |
| S    | Silicio       |
| T    | Estaño        |
| V    | Gadolinio     |
| W    | Itrio         |
| X    | Calcio        |
| Y    | Antimonio     |
| Z    | Zinc          |

Los nombres de las aleaciones de magnesio a menudo se dan con dos letras seguidas de dos números. Las letras indican los principales elementos de aleación (A = aluminio, Z = zinc, M = manganeso, S = silicio). Los números indican las respectivas proporciones nominales de los principales elementos de la aleación. La denominación AZ91, por ejemplo, designa a una aleación de magnesio con aproximadamente una concentración en peso del 9 % de aluminio y del 1 % de zinc. La composición exacta debe confirmarse a partir de estándares de referencia.
El sistema de designación de las aleaciones de magnesio no está tan bien estandarizado como en el caso de los aceros o las aleaciones de aluminio; la mayoría de los productores siguen un sistema que usa una o dos letras de prefijo, dos o tres números y una letra de sufijo. Las letras del prefijo designan los dos principales metales de aleación de acuerdo con el siguiente formato desarrollado en la especificación B275 de la ASTM, como se muestra en la tabla de la derecha.
El aluminio, el zinc, el zirconio y el torio contribuyen al endurecimiento del compuesto por precipitación: el manganeso mejora la resistencia a la corrosión; y el estaño mejora la moldeabilidad del material. El aluminio es el elemento de aleación más común. Los números corresponden al porcentaje redondeado de los dos elementos principales de la aleación, procediendo alfabéticamente a medida que las composiciones se vuelven estándar. La designación del proceso de revenido es muy similar a la del aluminio, empleándose los códigos –F, -O, -H1, -T4, -T5 y –T6.
El molde permanente en arena y la fundición a presión son los procesos más ampliamente desarrollados para las aleaciones de magnesio, siendo la fundición a presión la más popular. Aunque el magnesio cuesta aproximadamente el doble que el aluminio, su proceso de fundición a presión en cámara caliente es más fácil, más económico y entre un 40 % y un 50 % más rápido que el proceso de cámara fría requerido para el aluminio. Su comportamiento como material forjable es pobre a temperatura ambiente, pero la mayoría de los procesos convencionales se pueden realizar cuando se calienta a temperaturas del orden de 450-700 grados Fahrenheit (232,2-371,1 °C). Como estas temperaturas se alcanzan fácilmente y generalmente no requieren una atmósfera protectora, se fabrican muchos productos de magnesio formados o sometidos a embutición. Las propiedades para el mecanizado de las aleaciones de magnesio es la mejor de cualquier metal comercial y, en muchas aplicaciones, los ahorros en los costos de mecanizado compensan con creces el mayor costo del material. Sin embargo, es necesario mantener las herramientas afiladas y dejar suficiente espacio para las virutas. Las aleaciones de magnesio se pueden soldar casi tan fácilmente como las de aluminio, pero es necesario cepillarlas o limpiarlas con productos químicos previamente. La soldadura por fusión se lleva a cabo más fácilmente mediante procesos que utilizan una atmósfera protectora inerte de gas argón o helio. Existe una considerable desinformación sobre el riesgo de incendio en el procesamiento de aleaciones de magnesio. Es cierto que son altamente combustibles cuando se encuentran en forma finamente dividida, como polvo o virutas finas, y este peligro debe evitarse siempre. Por encima de 800 grados Fahrenheit (426,7 °C), se requiere una atmósfera libre de oxígeno y no combustible para evitar que se queme. Las operaciones de fundición a menudo requieren precauciones adicionales debido a la reactividad del magnesio con la arena y el agua en forma de lámina, barra, forma extrusionada o fundición; pero las aleaciones de magnesio no representan un peligro real de incendio.
Las aleaciones que contienen torio generalmente no se usan, ya que un contenido de torio de más del 2 % requiere que se manipule como un material radiactivo, aunque el magnesio toriado conocido como Mag-Thor se usó en aplicaciones militares y aeroespaciales en la década de 1950.
Las aleaciones de magnesio se utilizan tanto para componentes fundidos como forjados: las que contienen aluminio se utilizan normalmente para fundición; las que contienen circonio para piezas forjadas; y las que incluyen circonio se pueden usar a temperaturas más altas y son populares en la industria aeroespacial.
Las aleaciones de magnesio, itrio, tierras raras y circonio como la WE54 y la WE43 (esta última con una composición de Mg 93,6 %, Y 4 %, Nd 2,25 %, Zr 0,15 %) pueden trabajar sin fluencia hasta 300 °C y son razonablemente resistentes a la corrosión.
Los nombres comerciales a veces se han asociado con aleaciones de magnesio. Ejemplos conocidos son:
- Elektron
- Magnox
- Magnuminium
- Mag-Thor
- Metal 12
- Birmabright
- Magnalio

### Aleaciones para fundición
La fundición de magnesio presenta fluencia a tensiones del orden de 75–200 MPa, la tensión de rotura está comprendida en el intervalo 135–285 MPa con una elongación del 2–10 %. Su densidad típica es de 1,8 g/cm3 y su módulo de Young es de 42 GPa. Las aleaciones de fundición más comunes son:
- AZ63
- AZ81
- AZ91[4]
- AM50
- AM60
- ZK51
- ZK61
- ZE41
- ZC63
- HK31
- HZ32
- QE22
- QH21
- WE54
- WE43
- Electron 21

### Aleaciones forjadas
La tensión de prueba de la aleación forjada de magnesio es típicamente de 160-240 MPa, la resistencia a la tracción es de 180-440 MPa y el alargamiento es de 7-40%. Las aleaciones forjadas más comunes son:
- AZ31
- AZ61
- AZ80
- Electrón 675
- ZK60
- M1A
- HK31
- HM21
- ZE41
- ZC71 ZM21 AM40 AM50 AM60 K1A M1 ZK10 ZK20 ZK30 ZK40

Las aleaciones de magnesio forjado tienen una característica especial. Su resistencia a la compresión es menor que la resistencia a la tracción. Después de la formación, las aleaciones de magnesio forjado tienen una textura fibrosa en la dirección de la deformación, lo que aumenta su resistencia a la tracción. En compresión, la resistencia de prueba es menor debido a procesos de maclado, que se producen más fácilmente a compresión que a tracción en aleaciones de magnesio debido a la estructura de red hexagonal.
Las preparaciones en polvo extrusionadas y rápidamente solidificadas alcanzan resistencias a la tracción de hasta 740 MPa debido a su carácter cristalino amorfo, siendo dos veces más fuertes que las aleaciones de magnesio tradicionales más resistentes y comparable a las aleaciones de aluminio de mayor capacidad mecánica.

### Tabla de composiciones
| Nombre de la aleación | Proporción (%) | Proporción (%) | Proporción (%) | Proporción (%) | Proporción (%) | Otros metales                                 | Notas |
| Nombre de la aleación | Mg             | Al             | Zn             | Si             | Mn             | Otros metales                                 | Notas |
| --------------------- | -------------- | -------------- | -------------- | -------------- | -------------- | --------------------------------------------- | --- |
| AE44                  | 92             | 4              | -              | -              | -              | 4% metal de Misch                             | Con metal de Misch, una aleación de elementos de tierras raras con aproximadamente 50% de cerio y 25% de lantano |
| AJ62A                 | 89.8–91.8      | 5.6–6.6        | 0.2            | 0.08           | 0.26–0.5       | 2.1–2.8% Sr, <0.1% cada uno de Be, Cu, Fe, Ni | Aleación de Mg para motores de alta temperatura                                                                  |
| WE43                  | 93.6           | -              | -              | -              | -              | Y 4%, Nd 2.25%, 0.15% Zr                      | Utilizado en aeronaves y vehículos de alto rendimiento, resistencia a la tracción 250 MPa                        |
| AZ81                  | ?              | 7.5            | 0.7            | -              | 0,13           | ?                                             | - |
| AZ31B                 | 96             | 2.5–3.5        | 0.7–1.3        | <0.05          | 0.2            | ?                                             | Aleación forjada, buena resistencia y ductilidad, resistencia a la corrosión, soldabilidad, extrusionable        |
| AMCa602               | 91.5           | 6              | 0.1            | -              | 0.35           | 2% Ca                                         | Aleación de Mg no combustible                                                                                    |
| AM60                  | 93.5           | 6              | 0.1            | -              | 0.35           | -                                             | - |
| AZ91                  | 90.8           | 8.25           | 0.63           | 0.035          | 0.22           | Cu – 0.003; Fe – 0.014; Be – 0.002            | Utilizada para fundición a presión                                                                               |
| QE22                  | -              | -              | -              | -              | -              | 2.5% Ag, 2% RE, 0.6% Zr                       | |
| Magnox (Al 80)        | 99.2           | 0.8            | -              | -              | -              | -                                             | Aleación de magnesio no oxidante                                                                                 |

## Características

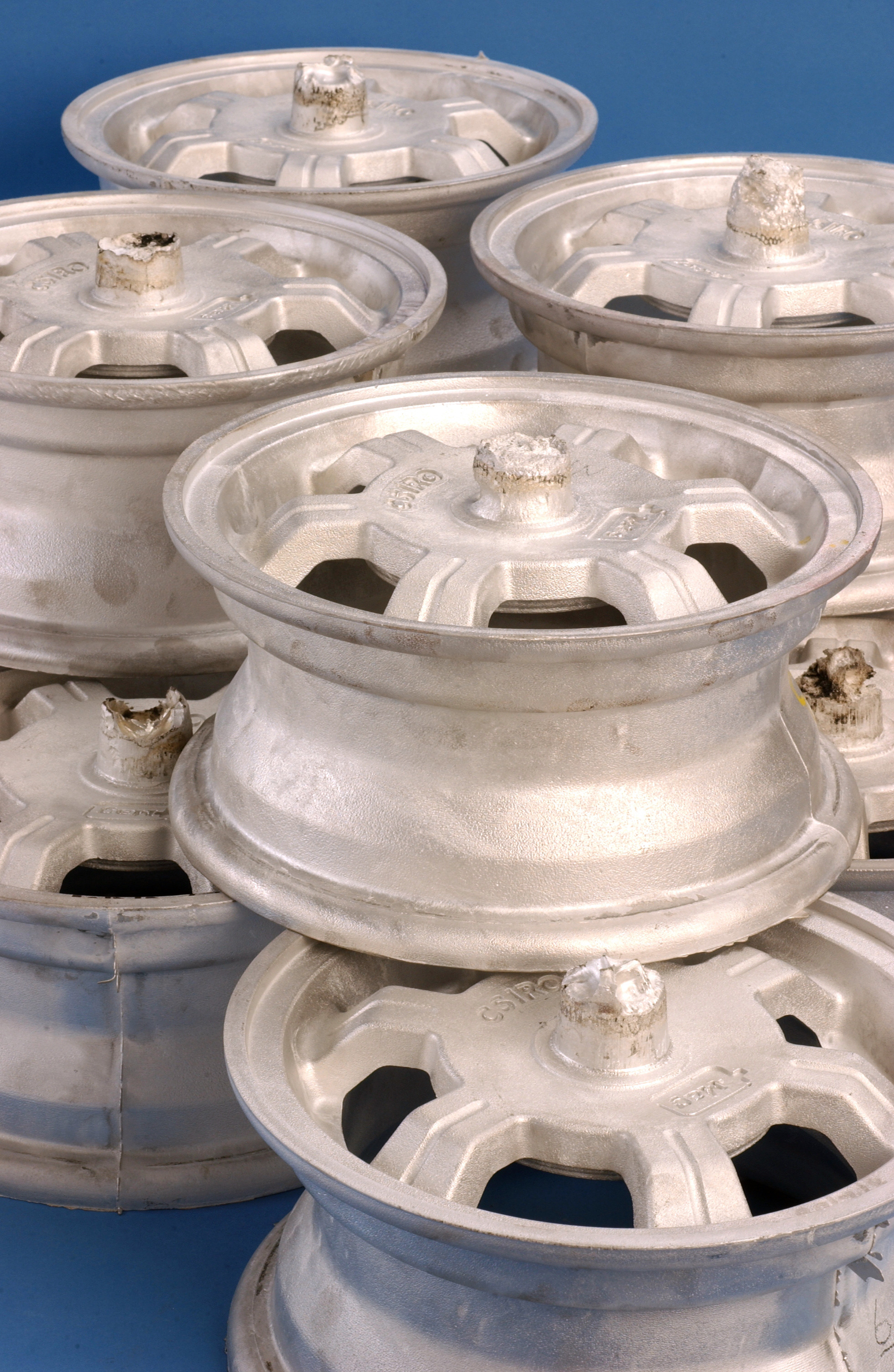
Llantas de aleación de magnesio

Las propiedades particulares del magnesio son similares a las de las aleaciones de aluminio: peso específico bajo con resistencia satisfactoria. El magnesio proporciona ventajas sobre el aluminio, ya que tiene una densidad aún menor (unos 1800 kg/m3 frente a unos 2800 kg/m3). Sin embargo, las propiedades mecánicas de las aleaciones de magnesio tienden a ser inferiores a las de las aleaciones de aluminio más resistentes.
La relación peso-resistencia de las aleaciones de magnesio endurecidas por precipitación es comparable con la de las aleaciones de aluminio más fuertes o con la de los aceros aleados. Las aleaciones de magnesio, sin embargo, tienen una densidad más baja, soportan una mayor carga de columna por unidad de peso y tienen un módulo específico más alto. También se usan cuando no es necesaria una gran resistencia, pero se desea una forma maciza pero ligera, o cuando se necesita una rigidez mayor. Estas características propician su uso en la fundición de piezas de formas complicadas, como carcasas o fuselajes para aeronaves; y en piezas para máquinas de movimiento alternativo o de rotación rápida. Tales aplicaciones pueden inducir procesos de maclado y desdoblamiento cíclicos que reducen el límite elástico cuando el material se somete a repetidos ciclos de cambio de dirección de la carga.
La resistencia de las aleaciones de magnesio se reduce a temperaturas algo elevadas; temperaturas tan bajas como 200 grados Fahrenheit (93,3 °C) producen una reducción considerable de su límite elástico. La mejora de las propiedades a alta temperatura de las aleaciones de magnesio es un área de investigación activa con resultados prometedores.
Las aleaciones de magnesio muestran una fuerte anisotropía y una baja formabilidad a temperatura ambiente, debido a su estructura cristalina compacta hexagonal, lo que limita los modos prácticos de procesamiento. A temperatura ambiente, el deslizamiento de la dislocación del plano basal y el maclado mecánico son los únicos mecanismos de deformación operativos; la presencia de maclas requiere además que unas condiciones de carga específicas sean favorables. Por estas razones, el procesamiento de las aleaciones de magnesio debe realizarse a altas temperaturas para evitar la fractura frágil.
Las propiedades a alta temperatura de las aleaciones de magnesio son relevantes para aplicaciones automotrices y aeroespaciales, donde la desaceleración de la deformación por fluencia lenta juega un papel importante en la vida útil del material. Las aleaciones de magnesio generalmente tienen malas propiedades de fluencia; esta deficiencia se atribuye a las adiciones de soluto en lugar de a la matriz de magnesio, ya que el magnesio puro muestra una vida de fluencia similar a la del aluminio puro, pero las aleaciones de magnesio muestran una vida de fluencia menor en comparación con las aleaciones de aluminio. La fluencia en aleaciones de magnesio se produce principalmente por deslizamiento por dislocación, que activa el deslizamiento cruzado y el deslizamiento de límite de grano. Se ha demostrado que la adición de pequeñas cantidades de zinc en las aleaciones de Mg-RE aumenta la vida de fluencia en un 600 % al estabilizar los precipitados en los planos basal y prismático a través del endurecimiento de la unión localizada. Estos desarrollos han permitido que las aleaciones de magnesio se utilicen en aplicaciones automotrices y aeroespaciales a temperaturas relativamente altas. Los cambios microestructurales a altas temperaturas también están influidos por la recristalización dinámica en aleaciones de magnesio de grano fino.
Se investigan las contribuciones individuales del gadolinio y el itrio a la reducción del envejecimiento térmico y al incremento de la resistencia a altas temperaturas de las aleaciones de magnesio que contienen ambos elementos, analizando compuestos que incluyen diferentes relaciones molares de Gd:Y de 1:0, 1:1, 1:3 y 0:1 con un contenido de Y + Gd de 2,75 mol%. Todas las aleaciones investigadas exhiben un notable endurecimiento por envejecimiento, debido a la precipitación de la fase β con estructura cristalina DO19 y la fase β con estructura cristalina BCO, incluso a temperaturas de envejecimiento superiores a 200 °C. Ambos precipitados se observan en muestras de edad máxima. Los precipitados que contribuyen al endurecimiento por envejecimiento son finos y su cantidad aumenta a medida que aumenta el contenido de Gd, y esto da como resultado un aumento de la dureza máxima, la resistencia a la tracción y una tensión de prueba del 0,2 %, pero una elongación disminuida. Por otro lado, un mayor contenido de Y aumenta el alargamiento de las aleaciones pero da como resultado una menor resistencia.
A pesar de la naturaleza activa del metal, el magnesio y sus aleaciones tienen una buena resistencia a la corrosión en presencia de aire en condiciones de laboratorio. La tasa de corrosión es lenta en comparación con la oxidación del acero en la misma atmósfera. La inmersión en agua salada es problemática, pero se ha logrado una gran mejora en la resistencia a la corrosión por agua salada, especialmente para los materiales forjados, al reducir algunas impurezas, en particular el níquel y el cobre, a proporciones muy bajas o usando recubrimientos apropiados.

## Fabricación

### Trabajo en frío y en caliente
Las aleaciones de magnesio se endurecen rápidamente con cualquier tipo de trabajo en frío y, por lo tanto, no se pueden formar en frío de forma extensiva sin repetir un proceso de recocido. La flexión, el giro o el estirado intensos se deben realizar a aproximadamente 500 a 600 grados Fahrenheit (260 a 315,6 °C), aunque la flexión suave alrededor de radios grandes se puede realizar en frío. La formación lenta da mejores resultados que la formación rápida. Se prefiere el forjado con prensa a la forja con martillo, porque la prensa permite más tiempo para el flujo del metal. El rango de forjado plástico es de 500 a 800 grados Fahrenheit (260 a 426,7 °C). El metal trabajado fuera de este rango se rompe fácilmente debido a la falta de mecanismos de deformación.

### Fundición
Las aleaciones de magnesio, especialmente aquellas endurecidas por precipitación, se utilizan en los procesos de fundición. Se utilizan métodos de fundición con arena, molde permanente y matriz, pero la fundición con yeso de París aún no se ha perfeccionado. La fundición en moldes de arena verde requiere una técnica especial, porque el magnesio reacciona con la humedad de la arena, formando óxido de magnesio y liberando hidrógeno. El óxido forma áreas ennegrecidas llamadas quemaduras en la superficie de la fundición, y el hidrógeno liberado puede causar porosidad. Se mezclan con la arena húmeda inhibidores como el azufre, el ácido bórico, el etilenglicol o el fluoruro de amonio para evitar la reacción. Todos los moldes alimentados por gravedad requieren una columna extra alta de metal fundido para que la presión sea lo suficientemente grande como para expulsar las burbujas de gas de la fundición y hacer que el metal rellene los detalles del molde. El grosor de la pared de fundición debe ser de al menos 5/32 de pulgada (0,4 cm) en la mayoría de las condiciones. Se deben disponer redondeados generosos en todas las esquinas entrantes, ya que la concentración de tensión en las piezas fundidas de magnesio es particularmente peligrosa.
Las piezas fundidas en moldes reutilizables están hechas de las mismas aleaciones y tienen aproximadamente las mismas propiedades físicas que las piezas fundidas en arena. Dado que la contracción de solidificación del magnesio es casi la misma que la del aluminio, los moldes de aluminio a menudo se pueden adaptar para hacer fundiciones de aleación de magnesio (aunque puede ser necesario cambiar la entrada).
Las piezas fundidas en cámara fría a presión se utilizan para la producción en cantidad de piezas pequeñas. La rápida solidificación provocada por el contacto del metal fluido con el molde frío produce una fundición de estructura densa con excelentes propiedades físicas. El acabado y la precisión dimensional son muy buenos, y el mecanizado es necesario solo cuando se requiere una precisión extrema. Por lo general, estas fundiciones no se tratan térmicamente.

### Soldadura, soldadura blanda y remachado
Muchas aleaciones de magnesio estándar se sueldan fácilmente con gas o equipo de soldadura por resistencia, pero no se pueden cortar con un soplete de oxígeno. Las aleaciones de magnesio no se sueldan a otros metales porque se pueden formar compuestos intermetálicos quebradizos o porque la combinación de metales puede iniciar procesos de corrosión. Cuando se sueldan dos o más partes, sus composiciones deben ser iguales. La soldadura blanda de aleaciones de magnesio solo es factible para tapar defectos superficiales en piezas. Las soldaduras son aún más corrosivas que con el aluminio, y nunca se debe exigir que las piezas soporten esfuerzos. Las uniones con remaches en estructuras de aleación de magnesio generalmente emplean remaches de aluminio o de aleación de aluminio y magnesio. Los remaches de magnesio no se usan a menudo porque deben colocarse cuando están calientes. Los orificios de los remaches deben taladrarse, especialmente en láminas gruesas y secciones extruidas, ya que el punzonado tiende a dar un borde rugoso al orificio y a provocar la concentración de tensiones.

### Mecanizado
Un atractivo particular de las aleaciones de magnesio radica en sus extraordinariamente buenas propiedades para el mecanizado, en las que son superiores incluso al latón. La potencia requerida para cortarlos es pequeña y se pueden usar velocidades extremadamente altas (5000 pies por minuto (25,4 m/s) en algunos casos). Las mejores herramientas de corte tienen formas especiales, pero se pueden usar las herramientas para mecanizar otros metales, aunque los resultados de eficiencia son algo menores. Cuando se corta magnesio a alta velocidad, las herramientas deben estar afiladas y deben estar cortando en todo momento. Las herramientas de arrastre desafiladas que funcionan a alta velocidad pueden generar suficiente calor para encender las virutas finas. Dado que las virutas y el polvo del esmerilado pueden representar un peligro de incendio, el esmerilado debe realizarse con un refrigerante o con un dispositivo para concentrar el polvo bajo el agua. Una amoladora utilizada para pulir piezas de magnesio no debe usarse también para metales ferrosos, ya que una chispa podría encender el polvo acumulado. Si se inicia un incendio de magnesio, se puede sofocar con virutas de hierro fundido o arena seca, o con otros materiales preparados especialmente para este fin. Nunca se deben usar extintores de agua o líquidos, porque tienden a dispersar el fuego. En realidad, que se produzca la ignición de las virutas y el polvo de magnesio es mucho más difícil de lo que se suele suponer, por lo que no presentan grandes dificultades de mecanizado. Las técnicas especiales que deben usarse para fabricar magnesio (trabajo, fundición y unión) aumentan considerablemente el costo de fabricación. Al seleccionar entre aluminio y magnesio para una pieza dada, el costo base del metal puede no dar mucha ventaja a ninguno de los dos, pero por lo general las operaciones de fabricación hacen que el magnesio sea más asequible. Quizá no haya ningún grupo de aleaciones donde la extrusión sea más importante que para estas, ya que la estructura de grano relativamente grueso del material fundido hace que la mayoría de ellas sean demasiado susceptibles al agrietamiento para trabajar por otros medios hasta que se haya logrado la deformación suficiente para refinar el grano. Por lo tanto, a excepción de una o dos aleaciones blandas, el mecanizado es invariablemente un paso preliminar antes que otros procesos de conformación.

### Extrusión en caliente
No es frecuente que el magnesio puro sea extruido, ya que tiene propiedades algo pobres, especialmente en lo que respecta a su resistencia característica. Los elementos de aleación más habituales en la actualidad son el aluminio, el zinc, el cerio y el circonio; el manganeso suele estar también presente ya que, aunque tiene poco efecto sobre la resistencia, tiene una función valiosa en la mejora de la resistencia a la corrosión. Una importante aleación binaria, que contiene hasta un 2,0 % de manganeso, se usa ampliamente para la fabricación de productos laminados. Es comparativamente suave y más fácil de extruir que otras aleaciones, y también es una de las pocas que se puede laminar directamente sin extrusión previa.
En el Reino Unido, las extrusiones se fabrican a partir de palanquillas de 2,87-12 pulgadas (72,9-304,8 mm), en prensas que varían en potencia en el rango de 600-3500 toneladas. Las presiones máximas normales sobre la palanquilla son de 30 a 50 toneladas/pie cuadrado. En los EE. UU., la empresa química Dow instaló una prensa de 13.200 toneladas capaz de manejar palanquillas de hasta 32 pulgadas. La técnica de extrusión es generalmente similar a la de las aleaciones con base de aluminio pero, según Wilkinson y Fox, el diseño del troquel requiere una consideración especial y, en su opinión, deben incorporar longitudes de desplazamiento cortas y entradas de matriz afiladas. La extrusión de tubos en aleaciones AM503, ZW2 y ZW3 ahora se realiza con matrices puente (las aleaciones que contienen aluminio no se sueldan satisfactoriafunci En contraste con la práctica anterior de usar palanquillas perforadas, la perforación con mandril ahora se usa en la extrusión de tubos de gran diámetro en aleación ZW3.
La rigidez de las aleaciones a la extrusión aumenta en proporción a la cantidad de elementos endurecedores que contienen, y la temperatura empleada es generalmente mayor cuanto mayor es la cantidad de éstos. Las temperaturas de la palanquilla también se ven afectadas por el tamaño de las secciones, siendo más altas para reducciones fuertes, pero normalmente están en el rango 250-450 grados Celsius (482-842 °F). Las temperaturas del contenedor deben ser idénticas o solo ligeramente superiores a la temperatura de la palanquilla. El precalentamiento de las palanquillas debe realizarse de manera uniforme para promover en la medida de lo posible una estructura homogénea por absorción de compuestos, como el Mg4Al, presentes en las aleaciones.
Fox señala, y esto también es aplicable a las aleaciones de aluminio, que la estructura inicial de la palanquilla es importante y merece la pena emplear los métodos de fundición que conducen a un grano fino. En el material grueso, las partículas más grandes de los compuestos que están presentes se disuelven con menos facilidad y tienden a causar un gradiente de solución. En las aleaciones de magnesio, esto provoca una tensión interna, ya que la solución va acompañada de una pequeña contracción, y también puede influir en la uniformidad de la respuesta al tratamiento térmico posterior.
La aleación binaria de magnesio y manganeso (AM505) se extruye fácilmente a bajas presiones en el rango de temperatura 250 a 350 grados Celsius (482 a 662 °F). La temperatura real utilizada depende de la reducción y la longitud de la palanquilla más que de las propiedades deseadas, que son relativamente insensibles a las condiciones de extrusión. El buen estado de la superficie de la extrusión se logra solo con altas velocidades, del orden de 50 a 100 pies por minuto (0,3 a 0,5 m/s).
Con las aleaciones que contienen aluminio y zinc, y particularmente aquellas con contenidos de aluminio más altos tales como AZM y AZ855, surgen dificultades a altas velocidades debido a la falta de calor.
En condiciones que se acercan al equilibrio, el magnesio es capaz de disolver alrededor del 12 por ciento del aluminio, pero en palanquillas fundidas, el 4-5 por ciento suele representar el límite de solubilidad. Las aleaciones que contienen 6 por ciento de Al o más, por lo tanto, incluyen Mg4Al3, que forma un material eutéctico que se funde a 435 C. La temperatura de extrusión puede variar de 250 a 400 grados Celsius (482 a 752 °F), pero a valores más altos, las velocidades están restringidas a aproximadamente 12 pies por minuto (0,1 m/s). La colada continua mejora la homogeneidad de estas aleaciones y el enfriamiento por agua de las matrices o el calentamiento cónico de las palanquillas facilita aún más su extrusión.
La introducción de las aleaciones de magnesio, zinc y circonio, ZW2 y ZW3, representa un avance considerable en la tecnología de aleaciones de magnesio por varias razones. Son de alta resistencia, pero, dado que no contienen aluminio, el tocho fundido contiene solo pequeñas cantidades de la segunda fase. Dado que la temperatura de solidus aumenta en aproximadamente 100 grados Celsius (212 °F), el riesgo de acortamiento en caliente a velocidades de extrusión relativamente altas se reduce mucho. Sin embargo, las propiedades mecánicas son sensibles al tiempo de precalentamiento de la palanquilla, la temperatura y la velocidad de extrusión. Los largos tiempos de precalentamiento y las altas temperaturas y velocidades producen propiedades similares a las de las aleaciones más antiguas que contienen aluminio. Los tiempos de calentamiento deben ser cortos y las temperaturas y velocidades bajas para producir altas propiedades. Aumentar el contenido de zinc al 5 o 6 por ciento, como en la aleación americana ZK60 y ZK61, reduce la sensibilidad a la velocidad de extrusión con respecto a las propiedades mecánicas.
La aleación de materiales que contienen circonio ha sido un problema importante en su desarrollo. Es habitual agregar el circonio de una sal, y un control cuidadoso puede producir buenos resultados. Dominion Magnesium Limited en Canadá ha desarrollado un método de adición de manera convencional a través de una aleación maestra.
La explicación de las bajas tasas de extrusión necesarias para extruir con éxito algunas aleaciones de magnesio no se encuentra fuera de las razones presentadas para otros metales. Altwicker considera que la causa más significativa está conectada con el grado de recuperación de la deformación de los cristales, que es menos efectivo cuando el trabajo se aplica rápidamente, provocando mayores tensiones y el agotamiento de la capacidad de deslizamiento de los cristales. Esto es digno de consideración, porque la velocidad de recristalización varía de un metal a otro y según la temperatura. También es un hecho que un metal trabajado en lo que se considera su rango de trabajo con frecuencia puede mostrar un marcado endurecimiento por trabajo si se enfría inmediatamente después de la deformación, lo que demuestra que la pérdida temporal de plasticidad puede acompañar fácilmente al trabajo rápido.

## Otros desarrollos de aleaciones
El escandio y el gadolinio se han probado como elementos de aleación; una aleación con 1 % de manganeso, 0,3 % de escandio y 5 % de gadolinio ofrece una resistencia a la fluencia casi perfecta a 350 °C. La composición física de estas aleaciones multicomponente es complicada, con la formación de placas de compuestos intermetálicos como Mn2Sc. Se ha demostrado que la adición de zinc a las aleaciones de Mg-RE aumenta en gran medida su vida útil al estabilizar los precipitados de RE. El erbio también se ha considerado como un aditivo.

### Aleaciones de magnesio y litio
Agregar un 10% de litio al magnesio produce una aleación que se puede usar como un ánodo mejorado en baterías con un cátodo de dióxido de manganeso. Las aleaciones de magnesio y litio son generalmente blandas y dúctiles, y la densidad de 1,4 g/cm3 es atractiva para aplicaciones espaciales.
Se han utilizado simulaciones mecánicas cuánticas para predecir la formación de aleaciones ordenadas de magnesio y litio. De interés relativo para la fabricación, se prevé añadir más del 13 % de litio, que da como resultado fases ordenadas con una estructura cúbica.

### Aleaciones de magnesio no combustibles
Agregar un 2 % de calcio en peso a la aleación de magnesio AM60 da como resultado la aleación de magnesio no combustible AMCa602. La mayor reactividad de oxidación del calcio hace que se forme una capa de óxido de calcio antes de que el magnesio se encienda. La temperatura de ignición de la aleación se eleva entre 200 y 300 K. No es necesaria una atmósfera libre de oxígeno para las operaciones de mecanizado.